# Hóquei sobre a grama nos Jogos Pan-Americanos de 2015
Os torneios de hóquei sobre a grama nos Jogos Pan-Americanos de 2015 foram realizados entre 13 e 25 de julho nos Campos Pan e Parapan-Americano, em Toronto.
Oito equipes no masculino e oito equipes no feminino participaram dos torneios de hóquei, que têm o mesmo formato de disputa. As equipes participantes foram divididas em dois grupos de quatro, onde todas avançaram para as quartas de final. Para definição dos cruzamentos foi considerado a classificação na primeira fase (1º contra 4ª e 2º contra 3º). As vencedoras das quartas avançaram as semifinais onde passaram a disputar as medalhas de ouro e de bronze. As equipes perdedoras nas quartas de final disputaram os jogos classificatórios de 5º a 8º lugar.

## Calendário
| Julho              | 7 | 8 | 9 | 10 | 11 | 12 | 13 | 14 | 15 | 16 | 17 | 18 | 19 | 20 | 21 | 22 | 23 | 24 | 25 | 26 |
| ------------------ | - | - | - | -- | -- | -- | -- | -- | -- | -- | -- | -- | -- | -- | -- | -- | -- | -- | -- | -- |
| Hóquei sobre grama |   |   |   |    |    |    |    |    |    |    |    |    |    |    |    |    |    | 1  | 1  |    |

|  | Dia de competição |  | Dia de final |

## Países participantes
Um total de dez delegações enviaram equipes para as competições de hóquei. Argentina, Canadá, Chile, Cuba, Estados Unidos e México participaram tanto do torneio masculino quanto do feminino.
| - ARG Argentina (32) - BRA Brasil (16) - CAN Canadá (32) - CHI Chile (32) - CUB Cuba (32) | - USA Estados Unidos (32) - MEX México (32) - TTO Trinidad e Tobago (16) - URU Uruguai (16) - DOM República Dominicana (16) |

## Medalhistas
| Evento             | Ouro | Prata | Bronze |
| ------------------ | --- | --- | --- |
| Masculino detalhes | Juan Manuel Vivaldi Gonzalo Peillat Juan Gilardi Pedro Ibarra Facundo Callioni Matías Paredes Joaquín Menini Lucas Vila Ignacio Ortiz Juan Martín López Nicolás Della Torre Isidoro Ibarra Matías Rey Manuel Brunet Agustín Mazzili Lucas Rossi ARG Argentina                    | Benjamin Martin Scott Tupper Devohn Teixeira Gabriel Ho-Garcia David Jameson Adam Froese Gordan Johnston Brenden Bissett Paul Wharton Mark Pearson Matthew Sarmento Iain Smythe Matthew Guest Sukhi Panesar Taylor Curran David Carter CAN Canadá                                 | Andrés Fuenzalida Adrián Henríquez Jaime Zarhi Sven Richter Ignacio Gajardo Martín Rodríguez Ducaud Alexis Berczely Prada Seba Kapsch Raimundo Valenzuela Fernando Binder Wiener Thomas Kannegiesser Felipe Eggers Ricardo Achondo Vicente Martín Tarud Fernando Renz Nicolás Renz CHI Chile |
| Feminino detalhes  | Stefanie Fee Melissa Gonzalez Kelsey Kolojejchick Rachel Dawson Michelle Vittese Jill Witmer Julia Reinprecht Emily Wold Katherine Reinprecht Kathleen O'Donnell Michelle Kasold Paige Selenski Katelyn Falgowski Lauren Crandall Alyssa Manley Jaclyn Briggs USA Estados Unidos | Belén Succi Macarena Rodríguez Jimena Cedrés Martina Cavallero Delfina Merino Agustina Habif Florencia Habif Rocío Sánchez Moccia Agustina Albertario Luciana Molina Pilar Romang Paula Ortiz Noel Barrionuevo Julia Gomes Fantasia Josefina Sruoga Florencia Mutio ARG Argentina | Kaitlyn Williams Katherine Gillis Danielle Hennig Thea Culley Hannah Haughn Karli Johansen Abigail Raye Natalie Sourisseau Sara McManus Holly Stewart Amanda Woodcroft Maddie Secco Brienne Stairs Shanlee Johnston Stephanie Norlander Alexandra Thicke CAN Canadá                          |

## Quadro de medalhas
| Ordem | País               | Medalha de ouro | Medalha de prata | Medalha de bronze |   |
| ----- | ------------------ | --------------- | ---------------- | ----------------- | - |
| 1     | ARG Argentina      | 1               | 1                |                   | 2 |
| 2     | USA Estados Unidos | 1               |                  |                   | 1 |
| 3     | CAN Canadá         |                 | 1                | 1                 | 2 |
| 4     | CHI Chile          |                 |                  | 1                 | 1 |
| TOTAL | TOTAL              | 2               | 2                | 2                 | 6 |